# 氯化钇
氯化钇是一种无机化合物，化学式为YCl3，易溶于水。

## 结构
固体氯化钇有和AlCl3一样的结构。

## 制备和反应
无水氯化钇通常由氯化铵和水合氯化钇、氧化钇、或氯氧化钇反应首先得到(NH4)2[YCl5]:
10 NH4Cl  +  Y2O3  →  2 (NH4)2[YCl5]  +  6 NH3 + 3 H2O
YCl3·6H2O + 2 NH4Cl → (NH4)2[YCl5] + 6 H2O
然后将(NH4)2[YCl5]加热，使之分解：
(NH4)2[YCl5]   →   2 NH4Cl  +  YCl3
在分解的过程中，会产生中间体(NH4)[Y2Cl7]。
如果用盐酸作用于Y2O3，只会得到水合物（YCl3·6H2O），它不能通过直接加热得到无水物，因为在加热的过程中会水解，产生氯氧化钇。